# Emilio Pericoli
Emilio Pericoli (Cesenatico, 7 gennaio 1928 – Savignano sul Rubicone, 9 aprile 2013) è stato un cantante italiano.

## Biografia
Dopo aver imparato a suonare il pianoforte e la chitarra, nel 1947 entra come cantante nell'orchestra del maestro Enzo Ceragioli, con cui si esibisce in Italia e all'estero per alcuni anni.
Grazie all'interessamento di Lelio Luttazzi, nel 1954 partecipa al concorso radiofonico Dieci canzoni da lanciare; l'anno successivo debutta come attore in Motivo in maschera, film di Stefano Canzio ispirato all'omonimo quiz radiofonico presentato da Mike Bongiorno a cui Pericoli aveva partecipato come cantante nell'orchestra diretta da Luttazzi, insieme a Jula de Palma e Paolo Bacilieri.
Nel frattempo inizia anche l'attività di attore teatrale, partecipando ad alcune commedie musicali come Valentina (messa in scena dalla compagnia di Isa Barzizza).
Nel 1959, firmando il contratto con la Dischi Ricordi, inizia il suo periodo di maggior successo, anche grazie alla reincisione di alcuni classici della canzone italiana degli anni '30 e '40 e di alcune canzoni napoletane (come Anema e core e Scalinatella), tutti raccolti in due album, Amori d'altri tempi del 1961 e Amori dei nostri anni ruggenti pubblicato l'anno seguente, con gli arrangiamenti curati da Iller Pattacini. Nello stesso 1961 una sua versione di Al di là vende oltre un milione di copie raggiungendo la top 10 dei dischi più venduti in America e entrando nella top 30 britannica.
Nell'autunno del 1961 fa parte del cast di Studio Uno, in coppia con Renata Mauro.
Partecipa al Festival di Sanremo nel 1962 con Quando quando quando in coppia con l'autore della canzone Tony Renis. Nello stesso anno vince il Gran Festival di Piedigrotta con il brano Mandulinata blu, abbinato a Mario Trevi. Alla stessa manifestazione presenta Appriesso a nu suonno, replicata da Nelly Fioramonti.
L'anno successivo la coppia Pericoli-Renis vince il Festival di Sanremo con Uno per tutte.
Sempre nel 1963, a Londra,  partecipa alla ottava edizione dell'Eurovision Song Contest, classificandosi terzo (vittoria dei coniugi danesi Ingmann) con la stessa canzone vincente a Sanremo.
Nel 1964 si ripresenta a Sanremo con il motivo Piccolo piccolo che non riesce ad accedere alla serata finale; il brano è replicato dal cantante tedesco Peter Kraus.
A metà degli anni sessanta, dopo aver inciso per la Dischi Ricordi, passa alla Warner Bros. Records, per la quale pubblica alcuni 45 giri, e alla fine del decennio alla Globe Records, distribuita dalla Bentler.
Collabora poi ad alcune incisioni con i Marc 4.
Nel settembre 2011 è ospite di Carlo Conti a I migliori anni (Rai 1).
È morto il 9 aprile 2013 a 85 anni in una casa di riposo di Savignano sul Rubicone.

## Discografia

### Singoli
- 1954 - Trovarsi e perdersi/Tornerà (Odeon, TW 4194)
- 1955 - Amo Parigi/'E tanto bello (Odeon, TW 4283)
- 1955 - Valentina/Amore di stelle (Odeon, TW 4297)
- 1956 - Musetto/Il cantico del cielo (Odeon, TW 4319)
- 1956 - Croce di oro/Senza catene (Odeon, DSOQ 215)
- 1957 - Viareggio tu/Chella llà! (Odeon, TW 4402)
- 1957 - Solo tu (Only you)/Donne e pistole (Odeon, TW 4410)
- 1957 - Casetta in Canada/Scusami (Odeon, DSOQ 242)
- 1958 - Giuro d'amarti così/Timida serenata (Odeon, TW 4442)
- 1958 - S'agapò/Parole d'amore sulla sabbia (Odeon, MSOQ 99)
- 1959 - Vedo te...sogno te.../Ti prego amore (Dischi Ricordi, SRL 10-028)
- 1959 - Ciao, Baby, Ciao/L'Air De Paris (con I Robby's) (Dischi Ricordi, SRL 10-087)
- 1960 - 77 Sunset Strip/Prego (Dischi Ricordi, SRL 10-147)
- 1961 - Linda/Tres chic (Dischi Ricordi, SRL 10-189)
- 1961 - Solai/Come due anelli (Dischi Ricordi, SRL 10-193)
- 1961 - Non pensiamoci/Enrico VIII (Dischi Ricordi, SRL 10-200)
- 1962 - Quando quando quando/Sedici anni (Dischi Ricordi, SRL 10-236)
- 1962 - Abat jour/Vipera (Dischi Ricordi, SRL 10-254)
- 1962 - Come pioveva/Fili d'oro (Dischi Ricordi, SRL 10-255)
- 1962 - Al di là/Never forget me (Dischi Ricordi, SRL 10-276)
- 1962 - Un'ora sola ti vorrei/Fiorin fiorello twist (Dischi Ricordi, SRL 10-285)
- 1962 - Com'è stato non lo so/Mariolina (Dischi Ricordi, SRL 10-294)
- 1962 - Mariolina/Return to me (Dischi Ricordi, SRL 10-296)
- 1962 - Mary Rose/Tornerò Al Cairo (Dischi Ricordi, SRL 10-301)
- 1963 - Mandulinata blu/Appriesso a nu suonno (Dischi Ricordi, SRL 10-309)
- 1963 - Uno per tutte/Sull'acqua (Dischi Ricordi, SRL 10-310)
- 1964 - Piccolo piccolo/Un po' di più (Dischi Ricordi, SRL 10-337)
- 1964 - Gente allegra/La signora Juve (Dischi Ricordi, SRL 10-344)
- 1964 - Vicini d'ombrellone/Mi voglio bene (Dischi Ricordi, SRL 10-352)
- 1966 - Castelli di sabbia/Stai qui con me (Warner Bros., WB 1025)
- 1969 - Quelli belli come noi/Domani che farai (Globe Records, GR 1001; solo brano sul lato B, il lato A è cantato da Andreina Riva)
- 1971 - Ragazzo mio/Dormi amore mio (Roman Record Company, RN 038)

### Album
- 1956 - Souvenir Of Naples (Odeon, MODQ 6277)
- 1958 - Sanremo 1958 tutte le venti canzoni (Odeon, MOEQ 27001)
- 1961 - Amori d'altri tempi (Dischi Ricordi, MRL 6008)
- 1962 - Amori dei nostri anni ruggenti (Dischi Ricordi, MRL 6021)
- 1969 - Intorno al mondo (Southern Records, SOU LP 11001)

### EP
- 1957 - I successi di S. Remo 1957 (Odeon, DSEQ 538; con Luciano Tajoli e Tino Vailati)
- 1958 - Cantando calypso (Odeon, MSEQ 35106: canta: Calypso del califfo/Fragole e cappellini (altri: G. Consolini e P. Starnazza)
- 1958 - Sanremo 1958 (Odeon, ERL 190; con Fernanda Furlani)
- 1961 - Amori d'altri tempi vol. 1 (Dischi Ricordi, ERL 190; canta: Tango della gelosia/Come una sigaretta/Il tango delle capinere/Violino tzigano)
- 1961 - Amori d'altri tempi vol. 2 (Dischi Ricordi, ERL 191; canta: Fili d'oro/Signorinella/Come pioveva/Addio, Signora!...)
- 1961 - Amori d'altri tempi vol. 3 (Dischi Ricordi, ERL 192; canta: Vipera/Come una coppa di champagne/Ciondolo d'oro/Capinera)
- 1962 - Amori d'altri tempi vol. 4 (Dischi Ricordi, ERL 193; canta: Abat-jour/Addio tabarin/Scettico blues/Tic ti tic ta)
- 1962 - Amori dei nostri anni ruggenti vol. 1 (Dischi Ricordi, ERL 201; canta: Parlami d'amore Mariù/Quando piove con il sole/Fiorin fiorello/Tu musica divina)
- 1962 - Amori dei nostri anni ruggenti vol. 2 (Dischi Ricordi, ERL 202; canta: Un'ora sola ti vorrei/Silenzioso slow/Il valzer dell'organino/Bambola rosa)
- 1962 - Amori dei nostri anni ruggenti vol. 3 (Dischi Ricordi, ERL 203; canta: Ultime foglie/Quel motivetto che mi piace tanto/Bambina innamorata/...?...)

### Compilation
- 1959 - Hit parade Ricordi vol. 1 (Dischi Ricordi, MRL 6002)
- 1960 - Hit parade Ricordi vol. 2 (Dischi Ricordi, MRL 6004)
- 1964 - Parata d'estate (Dischi Ricordi, MRL 6038)